# فوله‌گاندروس
فوله‌گاندروس (به یونانی: Φολέγανδρος) جزیره از مجمع‌الجزایر سیکلاد در دریای اژه است. علاوه بر شهر فوله‌گاندروس سه قریه کوچک کره‌واستوسیس و آنا ماریا و آگالی در جزیره وجود دارد.

## جاذبه‌های توریستی
- کلیسای مریم باکره در فوله‌گاندروس
- موزه زیست‌بوم فوله‌گاندروس در آنا ماریا
- کلیسای سنت جرج در آنا ماریا
- پلاژ واردیا
- پلاژ آمبلی
- پلاژ ورنیا
- پلاژ برهنگی کاترگو
- صخره سنت نیکلاس
- پلاژ برهنگی لاتیناکی
- پلاژ برهنگی فیرا
- پلاژ برهنگی گالیفوس

## نگارخانه

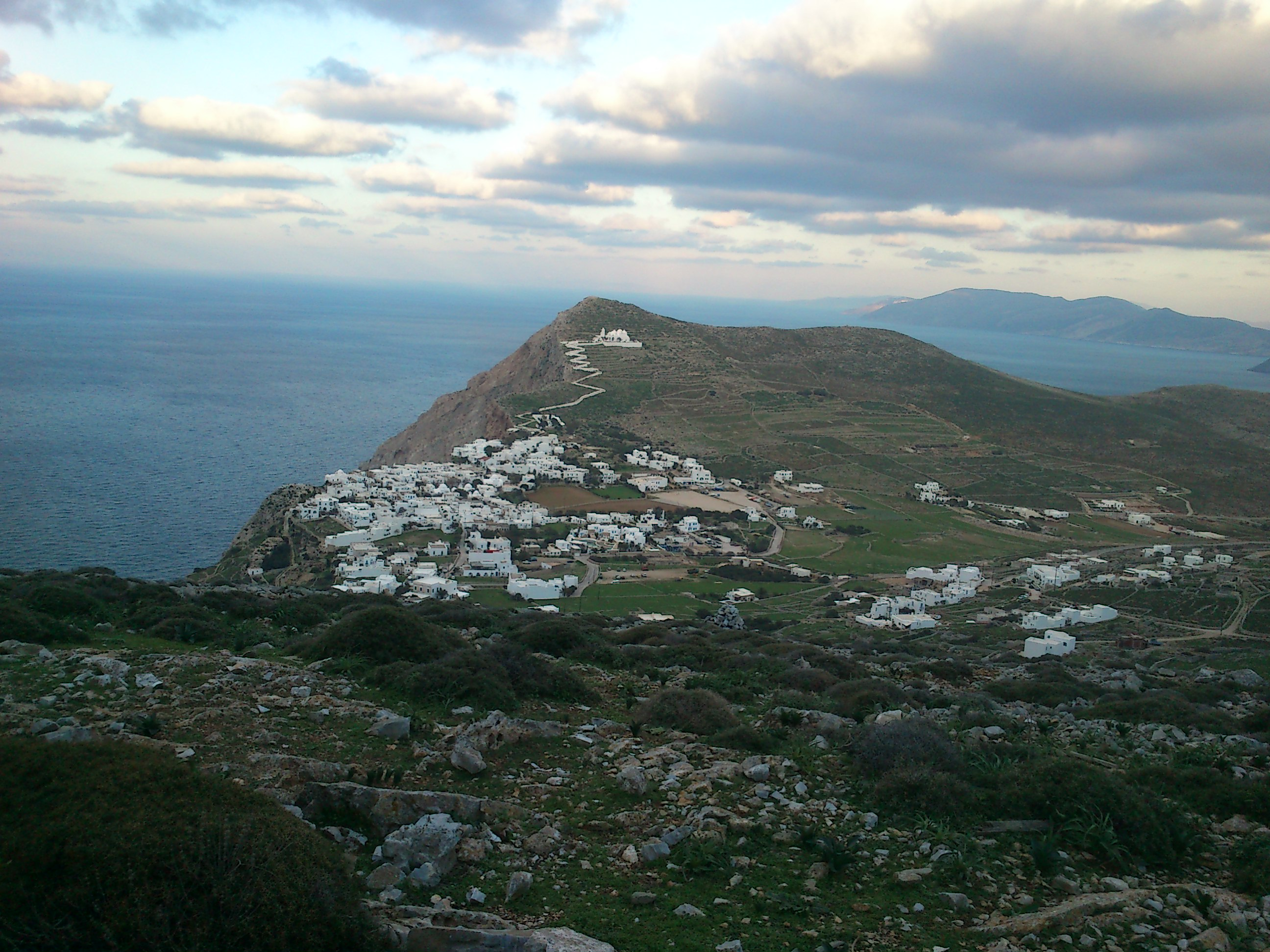
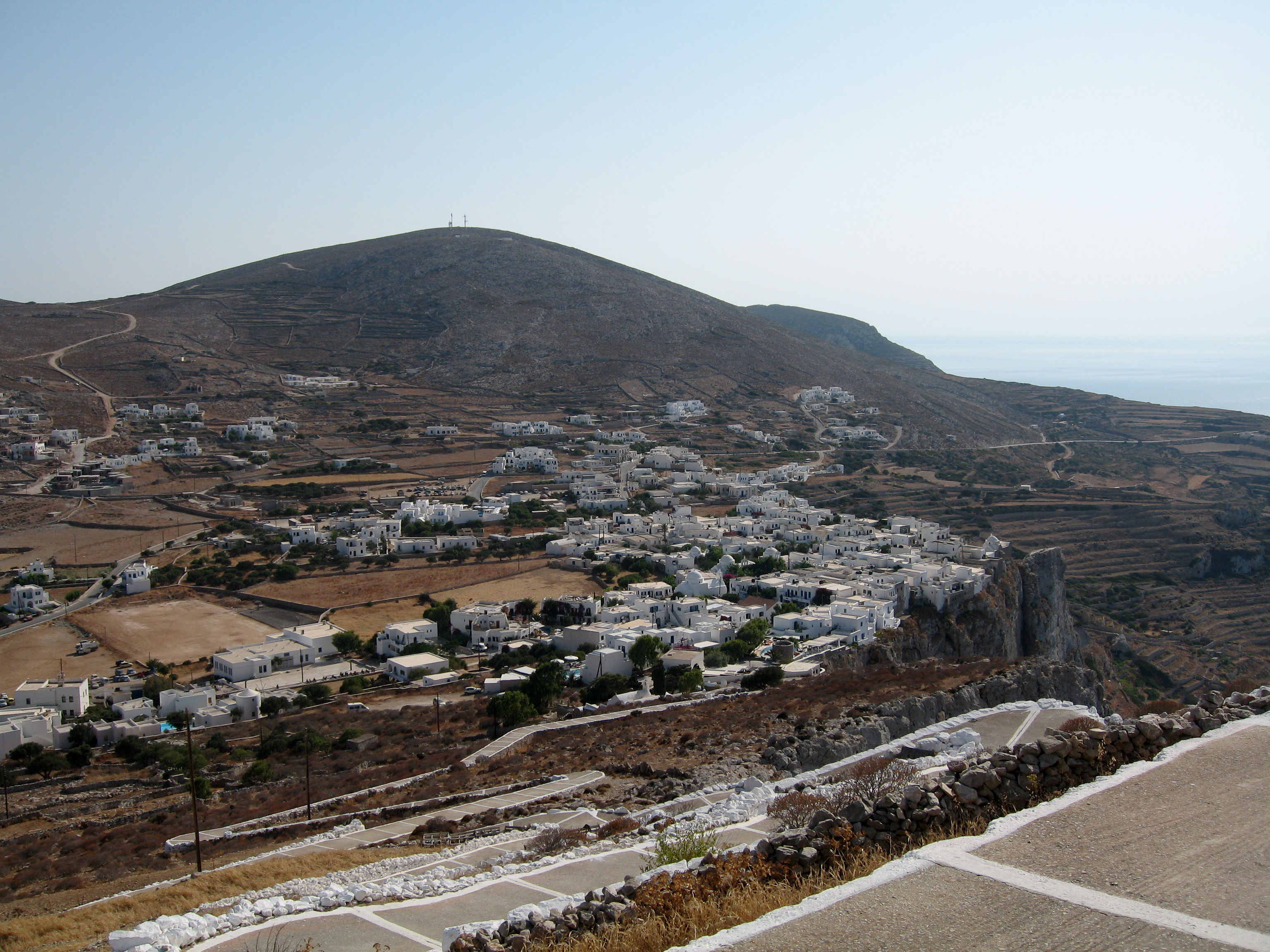
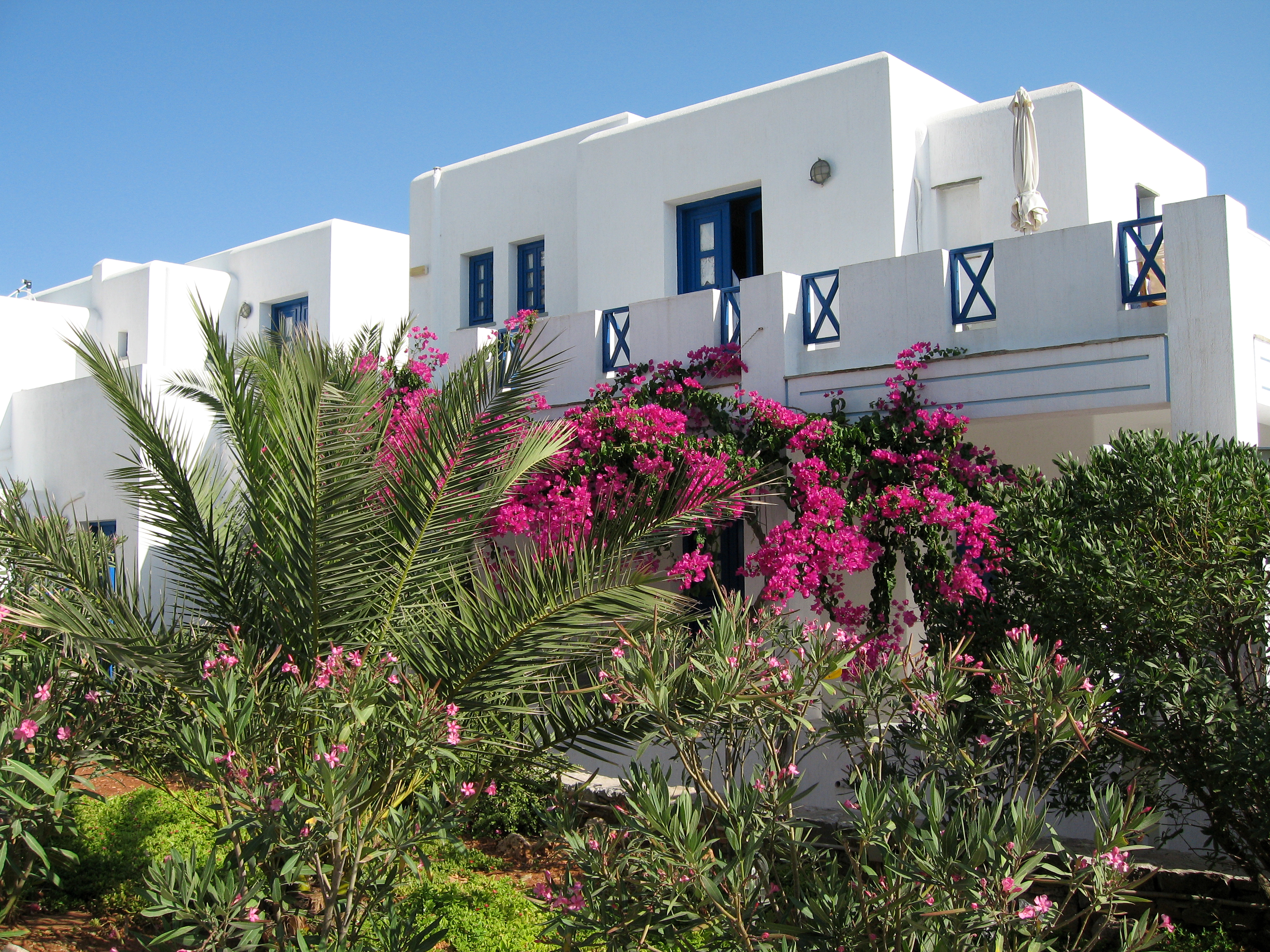
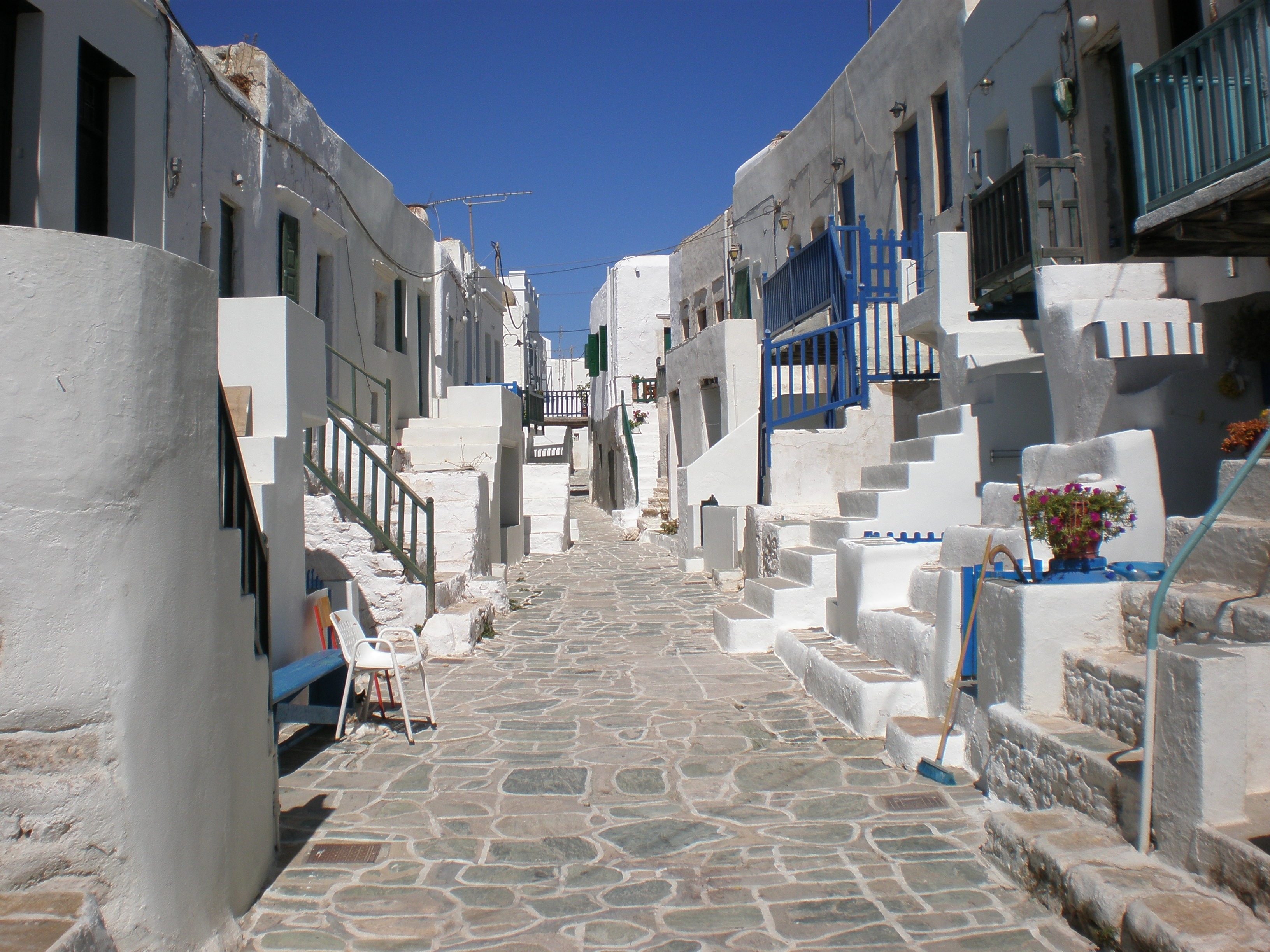